# دهه ۴۵۰ (پیش از میلاد)
دهه ۴۵۰ (پیش از میلاد) ۴۵مین دهه قبل از مبدا شروع تقویم میلادی است.